# Vicente Lluch
Vicente Lluch Tamarit (Valencia, 17 de noviembre de 1913-Barcelona, 5 de abril de 1995) fue un guionista, productor y director de cine español.

## Biografía
Hijo de familia republicana, luchó en la Guerra Civil Española, estableciéndose en Barcelona al acabar la contienda. En 1941 trabajó como secretario de dirección de Gonzalo Delgrás en La doncella de la duquesa, al mismo tiempo que empezó a dirigir documentales. En 1945 fue ayudante de dirección de Carlos Arévalo en Su última noche. En 1953 redactó su primer guion cinematográfico: El duende de Jerez de Daniel Mangrané. En 1956 dirigió su primer largometraje La espera, sobre los retornados de la División Azul. El fracaso de público de esta película y del documental Concierto en el Prado (1959) lo alejó varios años de la dirección. En 1962 coescribió Trigo limpio junto a Ignacio Iquino, lo que le facilitó trabajar como ayudante de dirección con Armando Moreno y como director adjunto de la compañía de teatro de Núria Espert, a la que dirigió en El certificado (1970) y Laia (1972). También escribió los guiones de El aprendiz de clown (1967) y Hola... señor Dios (1968), de Manuel Esteban.
También se dedicó a la producción, no obstante tuvo que cerrar la productora por motivos económicos y ello le apartó del mundo del cine, dedicándose a partir de entonces a escribir y dirigir teatro, a la vez que realizaba algunos programas para TVE.

## Filmografía completa
| (como guionista) - Laia (1972) - El certificado (1970) - Hola... señor Dios (1970) - Consumo de felicidad (Documental-corto) (1968) - El aprendiz de clown (1967) - Trigo limpio (1962) - Concierto en El Prado (Documental) (1959) - La espera (1956) - El duende de Jerez (1954) | (como director) - Laia (1972) - El certificado (1970) - Concierto en El Prado (Documental) (1959) - La espera (1956) | (como ayudante dirección) - Hola... señor Dios (1970) - Biotaxia (1968) - Noche de vino tinto (1966) - María Rosa (1965) - Condenados (1953) - Fantasía española (1953) - Su última noche (1945) |